# 荷黑·羅培茲
荷黑·亞比爾·羅培茲·拉莫斯（西班牙語：Jorge Yabiel López Ramos，1993年2月10日—），為美國職棒大聯盟的投手，目前為自由球員，他先前曾效力於釀酒人、皇家、金鶯、雙城、馬林魚、大都會與國民等隊，並在2015年登上大聯盟。

## 職業生涯

### 密爾瓦基釀酒人
2011年美國職棒大聯盟選秀，釀酒人在第二輪選進羅培茲。2014年，他在高階1A成功入選未來之星明星賽。2015年，他在2A投出12勝5敗，防禦率2.26。他也獲選為小聯盟年度最佳投手。
2015年，在小聯盟球季結束後，釀酒人將羅培茲拉上大聯盟。2016年，羅培茲在3A陷入撞牆期，先發17場比賽防禦率高達6.81。這年他還代表波多黎各出戰世界棒球經典賽，而且成功拿下銀牌。後來他在2A的防禦率為4.61，並在這時候轉任為牛棚投手。2017年，他只在大聯盟出賽一場比賽，留下2局被敲4安失1分的成績。
2018年4月11日，羅培茲回到大聯盟。但他只出賽一場比賽，就再次被下放到小聯盟。

### 堪薩斯市皇家
2018年7月27日，釀酒人將羅培茲和Brett Phillips交易到皇家，換來麥克·穆斯塔卡斯。9月8日，羅培茲面對雙城投出8局的完全比賽，可惜他在9局先投出保送後被敲出安打破功。不過他仍成為皇家隊史首位投出8局完全比賽的投手，後來他在2020年8月7日被指定讓渡。

### 巴爾的摩金鶯
2020年8月9日，金鶯隊從讓渡名單選走羅培茲。整季他拿下2勝2敗，防禦率高達6.69。2021年8月21日，在吞下3勝14敗後，羅培茲被移往牛棚。2022年，羅培茲成為球隊的終結者，並在4月11日拿下生涯首次救援成功。這年他首度入選明星賽。

### 明尼蘇達雙城
2022年8月2日，金鶯將羅培茲交易到雙城，換來Cade Povich、Yennier Canó、Juan Nunez和Juan Rojas。
2023年1月13日，羅培茲與雙城簽下一年352萬5,000美元的合約。

### 邁阿密馬林魚
2023年7月26日，雙城將羅培茲交易到馬林魚，換來Dylan Floro。不過羅培茲在馬林魚出賽12場，防禦率高達9.26，因此他在9月2日被下放3A。

### 重回巴爾的摩
2023年9月2日，金鶯從讓渡名單中選走羅培茲。他在金鶯出賽12場比賽，防禦率高達5.25。9月30日，他遭到指定讓渡。

## 紐約大都會
2023年12月14日，羅培茲與大都會簽下一年合約。2024年5月29日，羅培茲在比賽中與三壘審爭吵而遭到驅逐出場，而他在退場時將手套甩向觀眾席。最後他在隔日遭到球團指定讓渡。

## 個人生活
羅培茲目前已婚並育有一子。但他的兒子一出生就罹患家族性地中海熱，並持續等待小腸移植。2017年，因為颶風瑪莉亞侵襲波多黎各，後來羅培茲一家搬離了家鄉卡耶伊。

## 外部連結
- 球員資訊和成績在MLB ，ESPN ，Retrosheet ，Baseball Reference ，Baseball Reference (Minors) ，Fangraphs ，The Baseball Cube （英文）